# Abatte Barihun

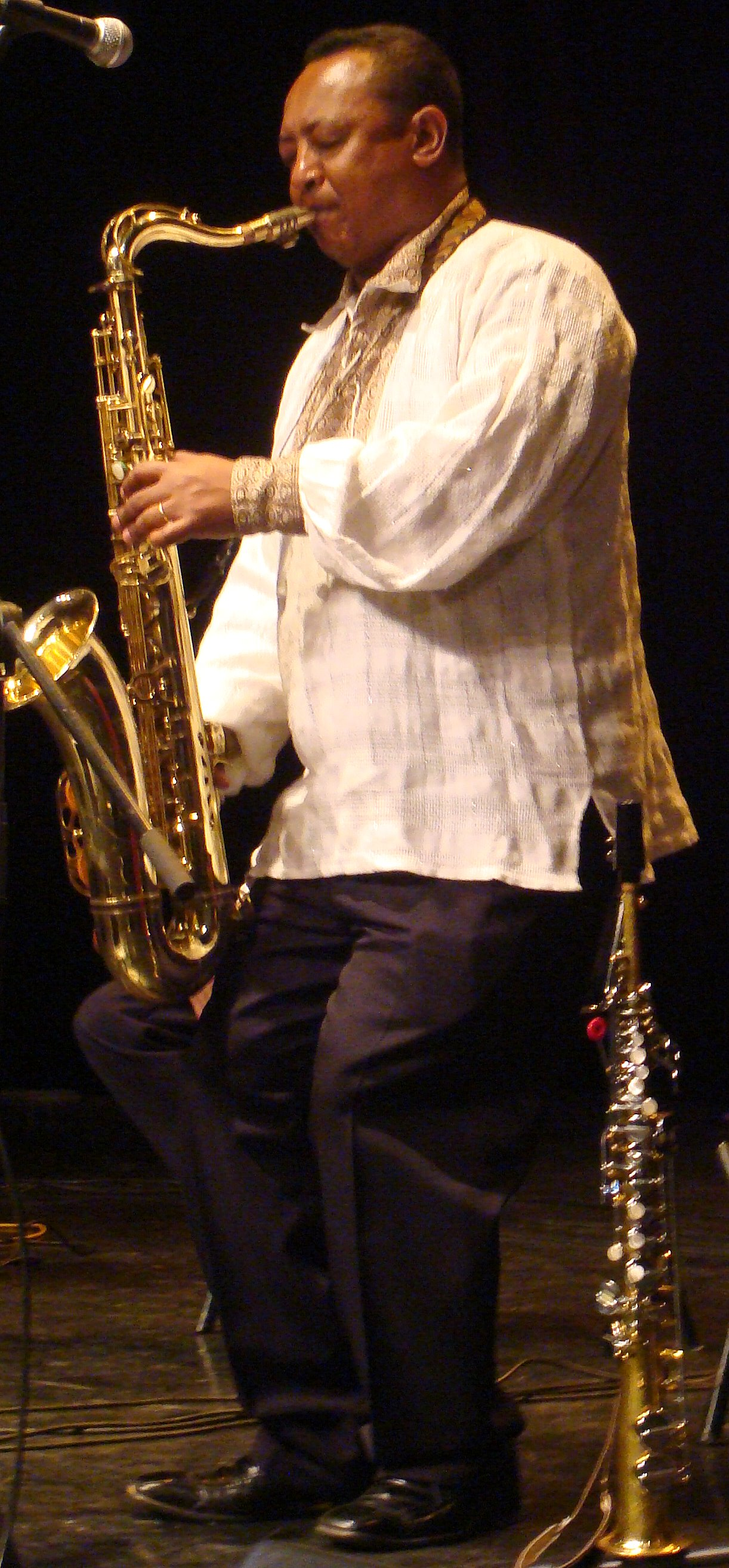
Abatte Barihun într-un concert al ansamblului „Tezeta” la Tel Aviv, în martie 2008

Abatte Barihun (în ebraică אבטה בריהון, în amharică አባቴ በሪሁን , n. 1967, Addis Abeba, Etiopia) este un saxofonist, cântăreț și compozitor israelian, evreu originar din Etiopia. S-a distins în muzica de jazz și cea de inspirație folclorică etiopiană. Stilul său este influențat, între altele, de muzica lui John Coltrane.

## Biografie

### Copilăria și tinerețea în Etiopia
Barihun s-a născut la Addis Ababa. Casa familiei sale se afla în apropierea școlii de muzică a Universității Addis Ababa și a unei baze militare.
Din copilărie a fost fascinat de sunetele saxofoanelor și a altor instrumente de suflat ale fanfarei din vecinătate. La un moment dat a primit un saxofon și s-a înscris la școala de muzică, unde a devenit familiar cu albumele de jazz ale lui Charlie Parker  și ale altor maeștri ai genului.
La 16 ani Abatte Barihun a fost primit în Fanfara militară oficială a Etiopiei, cu care a efectuat turnee prin Etiopia și în țările lagărului comunist. Dictatorul Mengistu Haile Mariam l-a trimis odată să cânte la ziua de naștere a lui Kim Il-sung în Coreea de Nord.
După șapte ani autobuzul orchestrei militare a căzut într-o ambuscadă a guerillei tigre EPRDF (Frontul Democratic Revoluționar al Poporului din Etiopia) care conducea revolta împotriva regimului marxist al lui Mengistu. Majoritatea membrilor orchestrei au fost omorâți în cursul atacului, iar Barihun a supraviețuit, după ce a fost rănit de două gloanțe. 
După căderea dictaturii în anul 1991, vreme de opt ani Barihun a cântat noapte de noapte la hotelurile „Hilton” și „Sheraton” din capitala etiopiană. De asemenea a cântat pentru Teatrul Național Etiopian și  a plecat în turnee împreună cu cântărețul Mahmud Ahmed. La 21 ani, în 1998 și-a înființat propria formație de jazz cu care a cântat în Europa de trei ori pe anl. Ultimul sau turneu s-a incheiat cu trei săptămâni înaintea emigrării sale în Israel.

### În Israel
În 1999 după ce a murit tatăl său, Abatte Barihun a emigrat în Israel, unde se afla deja o parte din familia sa. Prima sa soție și fiul lor comun, Nahum, au rămas în Etiopia, iar ulterior au emigrat în Statele Unite.
În Israel s-a lovit la început de mari greutăți legate de necunoașterea limbii țării și de birocrație. Pentru a se întreține a trebuit să lucreze la spălatul veselei la restaurante și ca paznic de noapte. Moshe Bar Yuda, care conducea Asociația pentru cultura și patrimoniul evreilor etiopieni l-a remarcat și l-a pus în contact cu redactorul muzical Shlomo Israeli de la radiodifuziunea israeliană. Acesta din urmă i-a făcut cunoștință cu pianistul Itzhak Yadid, cu care Barihun a găsit un limbaj comun, înființând un duo de jazz „Ras Deshan”.

#### Ras Deshen
Ras Deshan este numele unui munte înalt de 4549 metri, în regiunea Siman, unde s-au baricadat evreii în vechime în timpul prigoanelor împotriva lor. 
Duo „Ras Deshen” și-a făcut debutul în septembrie 2001 în cadrul Festivalului Tel Aviv. În 2002 ei au inregistrat primul album, care a fost lansat pe piață în anul 2004. Albumul a fost elogiat și a fost clasat printre primele două albume de jazz produse în acel an în Israel.
Albumul conținea opt piese, care îmbină jazzul liber cu cele patru sisteme muzicale modale tradiționale (qenet) din Etiopia - trei din regiunea Wolo - Bati, Tezeta și Ambassel, și un al patrulea Anchihoy, caracteristic muzicii liturgice ale evreilor și creștinilor copți etiopieni.
La sfârșitul albumului se afla prelucrarea  rugăciunii „Bahatitu Kadus Kadus” rostită în limba gî'îz de către kesi (slujitorii de cult ai obștii evreilor etiopieni Beta Israel) cu ocazia sărbătorilor și a zilei de Iom Kipur.
În decembrie 2005 duo Ras Deshen a realizat un concert de muzica a Psalmilor, bazat pe nouă cântări de psalmi din traditia liturgică a kesilor evrei, cu participarea cântăreței Ester Kenan-Ofri, a toboșarului Tegen Zenebe, a contrabasistei Ora Boazson-Horev și a dansatoarei Tezeta. Muzica spectacolului a integrat și elemente din muzica israeliană și vestică.

#### Kuluma
În decembrie 2003  Barihun a fondat ansamblul „Kuluma” împreună cu saxofonistul David Alfandari, cu toboșarul Alon Yafe, percuționiștii Uri Nave și Dotan Sanghit Segal, pianistul David Ada, chitaristul bass Or Bareket și trompetistul Itamar Borochov. În 2005 ei au scos primul lor album „Sfat Em” (Limba maternă) care combina muzică etiopiană cu influențe cubane.

### Alte colaborări
În anul 2005 a participat Barihun cu cântecul compus de el, „Anabel”, la un album al cântarețului și compozitorului Ariel Zilber. Apoi a luat parte la spectacolul „Muzică din lumi sublime” al Ansamblului israelian „Orient-Occident” (Mizrah-Maarav), care a fost înregistrat în anul 2006 pe un disc cu acelaș nume, sub co-titlul „Muzica cabaliștilor din Asia, Europa și Africa. Pe acest disc Barihun a interpretat într-o noua prelucrare rugăciunea „Bahatitu Kadus Kadus”.
Din anul 2007 Abatte Barihun cântă împreună cu cvartetul Nadav Haber în spectacolul intitulat „Addis Mist”
În mai 2007 a participat la Festivalul de jazz de la Melbourne împreună cu pianistul Aaron Choulai, cu un repertoriu incluzând și compoziții interpretate în trecut în cadrul duo-ului „Ras Deshen”.
În iunie 2007 a apărut alături de cantautorul Eran Tzur într-unul din spectacolele „Yedidi hashakhakhta” ("Prietene, oare ai uitat").
În 2013 a condus un ansamblu de nouă instrumentiști israelieni care l-au acompaniat pe cântărețul etiopian Mahmud Ahmed pe scena Teatrului Ierusalim în cadrul celei de-a treia ediții a Festivalului de creație israelo-etiopiană „Holgav”.
Tot în 2013 a cântat cu „Noua Orchestră Ierusalim” în cadrul Festivalului de muzica sacră din Ierusalim.
Barihun s-a stabilit în orașul Bat Yam și s-a recăsătorit.
În anul 2006 Barihun a revizitat pentru prima dată Etiopia, unde a cântat împreună cu Itzhak Yadid.